# Torenia molluginoides
Torenia molluginoides är en tvåhjärtbladig växtart som först beskrevs av George Bentham, och fick sitt nu gällande namn av Fischer, Schäferhoff och Müller. Torenia molluginoides ingår i släktet Torenia och familjen Linderniaceae. Inga underarter finns listade i Catalogue of Life.